# إيديسون فونسيكا
إيديسون فونسيكا (بالإسبانية: Edison Fonseca) (25 فبراير 1984 في كولومبيا - ) هو لاعب كرة قدم كولومبي في مركز الهجوم. شارك مع منتخب كولومبيا تحت 20 سنة لكرة القدم. أما مع النوادي، فقد لعب مع أتلتيكو ناسيونال ونادي آياياوادي يونايتد ونادي نافيبانك سايغون ونادي ياداناربون ومادورا يونايتد وديبورتيس توليما ونادي إنفيغادو وديبورتيفو بيريرا وكوكوتا ديبورتيفو ‏ ونادي مس رفسنجان ونادي كوبريسال.

## روابط خارجية
- إيديسون فونسيكا على موقع قاعدة بيانات كرة القدم.إي يو (الإنجليزية)
- إيديسون فونسيكا على موقع Soccerway.com (الإنجليزية)